# فیم کیلز: با هنرمندی کانیه وست و لیدی گاگا
فیم کیلز: با هنرمندی کانیه وست و لیدی گاگا (انگلیسی: Fame Kills: Starring Kanye West and Lady Gaga) یک تور کنسرت برنامه‌ریزی‌شده توسط خواننده رپ آمریکایی کانیه وست و خواننده آمریکایی لیدی گاگا بود. این تور قرار بود از نوامبر ۲۰۰۹ تا ژانویه ۲۰۱۰ اجرا شود، اما پس از جنجال عمومی کانیه وست در مورد قطع صحبت‌ها برای جایزه بهترین ویدیوی زن برای تیلور سوئیفت در جوایز موزیک ویدئوی ام‌تی‌وی ۲۰۰۹ لغو شد.